# Dietrich Menzel
Dietrich Menzel (* 27. Februar 1935 in Marienbad) ist ein deutscher Physiker und Hochschullehrer an der TU München.
Menzel studierte an der TH Darmstadt, an der er 1962 promoviert wurde. Er habilitierte sich 1967 und war dann Privatdozent. 1969 habilitierte er sich an der TU München und war dort wissenschaftlicher Rat. 1973 wurde er ordentlicher Professor, 2003 wurde er emeritiert.
1989 wurde er auswärtiges Mitglied des Fritz-Haber-Instituts der Max-Planck-Gesellschaft in Berlin.
Er befasst sich mit chemischer Physik von Oberflächen und damit verbundenen spektroskopischen Methoden, insbesondere mit Elektronendynamik an Oberflächen und Elektronen-stimulierten Reaktionen. Zum Beispiel entwickelte er 1964 das Menzel-Gomer-Redhead-Modell (MGR) für Elektronen-stimulierte Desorption (Electron stimulated desorption, ESD). Dabei wechselwirken Elektronen niedriger Energie mit auf einer Oberfläche adsorbierten Atomen oder Molekülen und regen deren Elektronen an oder ionisieren diese, so dass sie die Oberfläche verlassen (Desorption).
1970 erhielt er den Chemie-Preis der Akademie der Wissenschaften zu Göttingen. 1997 erhielt er den Max-Planck-Forschungspreis, 1999 wurde er Ehrendoktor der Dalhousie University in Halifax und 2000 erhielt er den Robert-Wichard-Pohl-Preis. 2012 wurde ihm der Gaede-Langmuir Preis der American Vacuum Society verliehen. Er ist Fellow der Royal Society of Chemistry.